# 101 Reykjavík
Pour plus de détails, voir Fiche technique et Distribution.
101 Reykjavik  est un film islando-dano-germano-franco-norvégien de Baltasar Kormakur réalisé en 2000 d'après le livre éponyme de Hallgrímur Helgason.

## Synopsis
Hlynur, trentenaire au chômage vit toujours chez sa mère et passe sa vie à boire, sortir et multiplier les conquêtes. Hormis tout cela, il n'a aucun but dans la vie. Jusqu'au jour où Lola, une amie de sa mère, arrive pour les fêtes de fin d'année.

## Fiche technique
Sauf indication contraire, les informations mentionnées dans cette section peuvent être confirmées par la base de données cinématographiques Unifrance,  présente dans la section « Liens externes ».
- Titre original et français : 101 Reykjavík
- Réalisation : Baltasar Kormákur
- Scénario : Baltasar Kormákur et Hallgrimur Helgason
- Musique : Damon Albarn
- Photographie : Peter Steuger
- Sociétés de production : 101 limited, Filmhuset AS, Liberator Productions, Troika Entertainment GmbH et Zentropa Entertainments
- Format : couleur
- Pays de production :  Islande -  Danemark -  Allemagne -  France -  Norvège
- Genre : comédie romantique
- Durée : 88 minutes (1 h 28)
- Date de sortie : 
  - France : 31 octobre 2001

## Distribution
- Victoria Abril : Lola
- Hilmir Snær Guðnason : Hlynur
- Hanna María Karlsdóttir (en) : Berglind
- Þrúður Vilhjálmsdóttir (is) : Hófi
- Baltasar Kormákur : Þröstur
- Ólafur Darri Ólafsson : Marri
- Þröstur Leó Gunnarsson (is) : Brúsi
- Eyvindur Erlendsson : Hafsteinn
- Halldóra Björnsdóttir : Elsa
- Hilmar Jonsson : Magnús
- Edda Heiðrún Backman : Kona Páls

## Distinctions
- Grand prix du jury au Festival du cinéma nordique 2001